# Polyaspididae
Famille
Les Polyaspididae  Berlese, 1913 sont une famille d'acariens Mesostigmata. Elle contient quatre genres et une vingtaine d'espèces.

## Classification
- Calotrachys Berlese, 1916
- Dipolyaspis Berlese, 1916
- Dyscritaspis Camin, 1953
- Polyaspis Berlese, 1881 synonyme Adyscritaspis Pramanik & Raychaudhuri, 1978